# 뇌샤텔 (치즈)
뇌샤텔(프랑스어: neufchâtel)은 프랑스의 치즈이다. 노르망디의 뇌샤텔앙브레 지역에서 생산되는 부드러운 치즈로, 다른 흰 껍질 연질 치즈들과 달리 알갱이가 느껴지는 질감이다. 카망베르나 브리와 비슷하게 생겼으나 향미가 더 강렬하다. 하트 모양으로 만들어지는 경우가 많지만 다른 모양으로 만들기도 한다.

## 사진

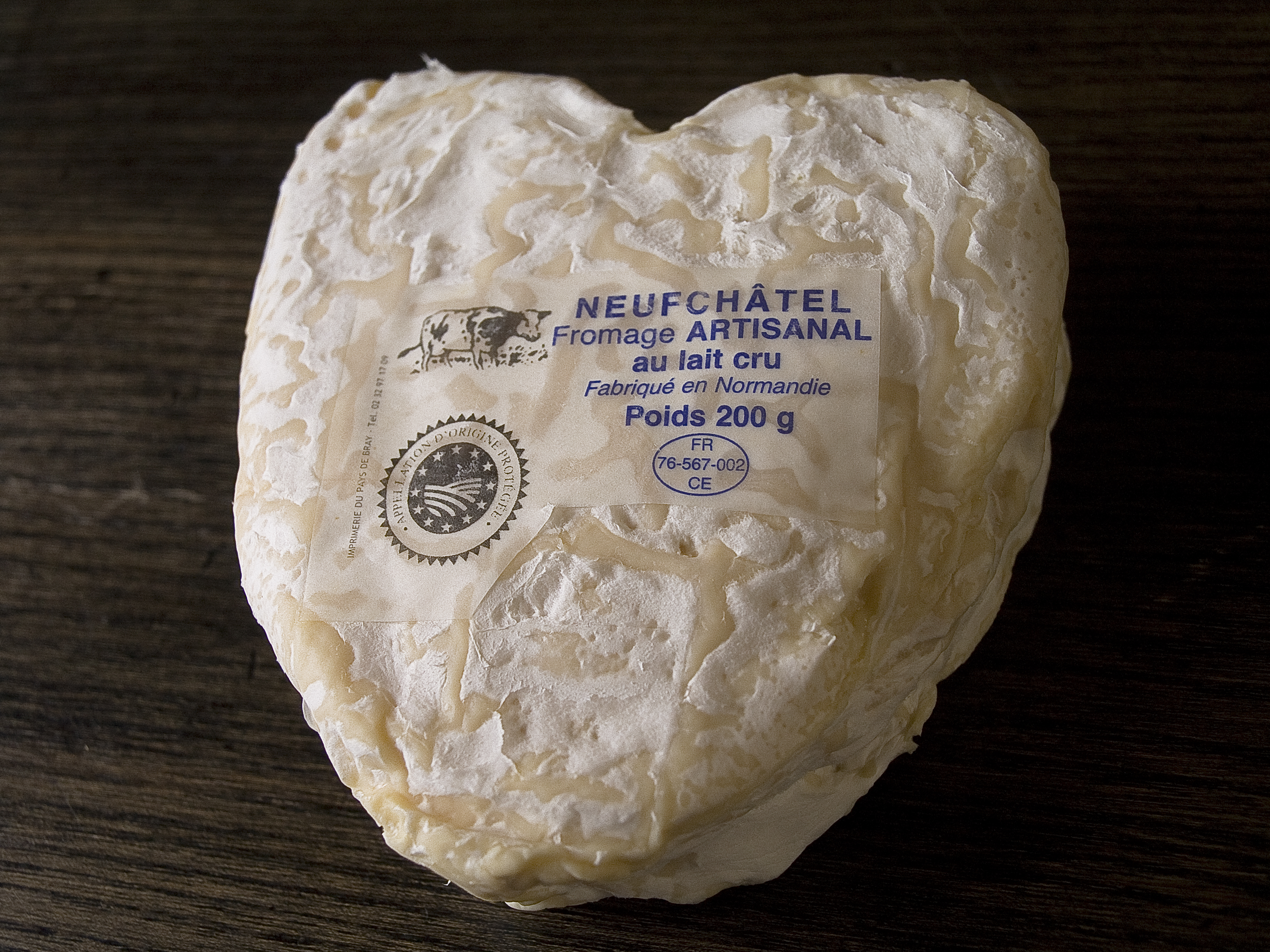
뇌샤텔
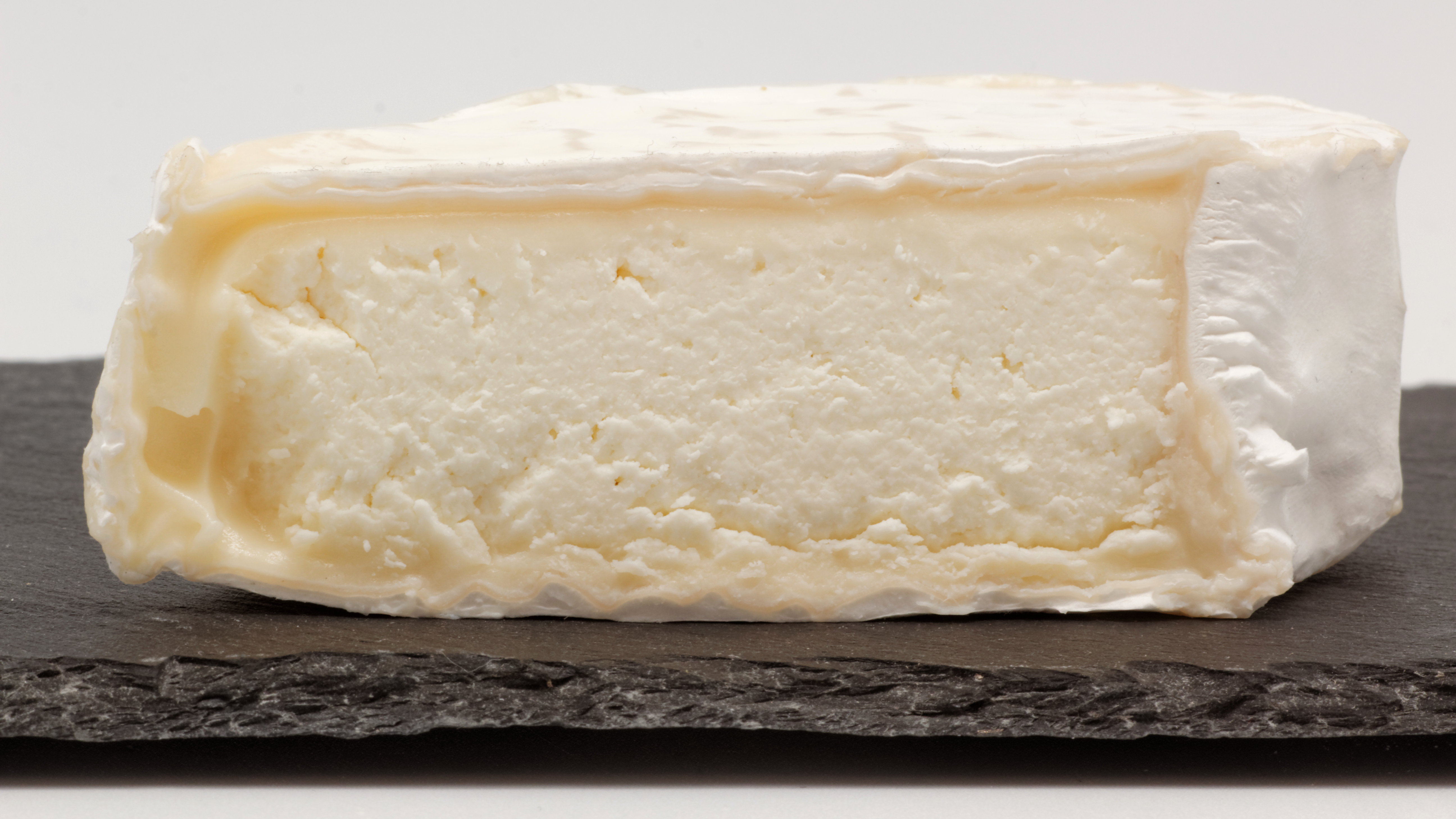
내부